# Straffan
Straffan (iriska: Teach Srafáin) är en ort i republiken Irland.   Den ligger i grevskapet Kildare och provinsen Leinster, i den östra delen av landet, 24 km väster om huvudstaden Dublin. Straffan ligger 67 meter över havet och antalet invånare är 635.
Terrängen runt Straffan är platt.Runt Straffan är det ganska tätbefolkat, med 90 invånare per kvadratkilometer. Närmaste större samhälle är Tallaght, 15,7 km öster om Straffan. Trakten runt Straffan består i huvudsak av gräsmarker.